# Mil Mi-17
Mil Mi-17 (rus. Ми-17, NATO naziv "Hip") je višenamjenski helikopter nastao u bivšem SSSR-u. Inačica je helikoptera Mi-8 s ugrađenim jačim motorima, većim rotorom i prijenosom razvijanim na Mi-14. Konstrukcija trupa je također ojačana radi veće nosivosti. Poznat je i pod oznakom Mi-8MT.

### Usporedba s Mi-8
Mi-17 prepoznatljiv je po smještaju repnog rotora na lijevoj strani gdje su i vrata za ulaz kao i po štitnicima protiv prašine na usisnicima zraka motora. Oplata motora je nešto kraća i ne prelazi na pilotsku kabinu kao kod Mi-8. Modeli se razlikuju ovisno za koju zemlju je rađena isporuka. Kao primjer, šesnaest helikoptera za Češke zračne snage isporučeni 2005. godine imaju velika vrata s desne strane i bolji pomoćni motor (APU) proizveden u Češkoj. Osam od njih na stražnjem dijelu trupa ima vrata i utovarnu rampu za utovar manjih vozila. 

### Namjena
Mi-17 namijenjen je za izvoz. Koristi se kao spasilački helikopter, može biti naoružan raznovrsnim asortimanom raketa, projektila i topova. Zadatke koje može izvršavati su: napadi, zračna podrška, elektronsko praćenje i snimanje, medicinski ili spasilački. Mi-17 može prevoziti teret, uključujući i dugačke terete koji kroz zadnja vrata izlaze iz gabarita kabine kao i specijalne terete obješene ispod helikoptera. Ovisno o namjeni, u kabini se može prevoziti 24 putnika, 30 vojnika ili 20 ranjenika.

## Inačice
Mi-8AMT
Nenaoružana civilna transportna inačica Mi-17.
Mi-8AMT(Sh)
Ova inačica Mi-8AMT proizvedena je u Ulan-Udeu
Mi-8MT
Naprednija inačica Mi-8T, pokretan s dva 3846-shp (2868-kW) Klimov TV3-117MT turboprop motora.
Mi-8MTV
Inačica s kabinom pod tlakom, pokretan s dva Klimov TV3-117VM turboprop motora.
Mi-8MTV-1
Civilna inačica Mi-8MTV opremljena radarom.
Mi-8MTV-2
Vojna inačica Mi-8MTV, opremljena radarom, sa šest nosača oružja.
Mi-8MTV-3
Vojna inačica Mi-8MTV-2, opremljena s četiri nosača oružja.
Mi-8MTV-5
Vojna inačica transportnog helikoptera. Izvozna oznaka Mi-17MD.
Mi-8MTV-5-Ga
Civilna inačica Mi-8MTV-5.
Mi-8MTO
Prerada Mi-8MT i Mi-MTV helikoptera za nočne napade.
Mi-8MTPB
Inačica za elektronsko ometanje Mi-17 Hip-H. Izvozna oznaka Mi-17PP.
Mi-8AMTSh (za izvoz - Mi-171Sh)
Inačica s novim velikim vratima na desnoj strani, pločama od kevlara oko kokpita i motora. Neki imaju rampu umjesto vratiju sa stražnje strane. Češka i Hrvatska posjeduju ove helikoptere
Mi-17 (NATO - Hip-H)
poboljšana inačica Mi-8, pokretan s dva Klimov TV3-117MT turboprop motora. Osnovna proizvodna inačica.
Mi-17-1M
Inačica za operacije na velikim visinama, pokretan s dva TV3-117VM turboprop motora.
Mi-17-IV
Vojno transportna inačica, također poznata kao Mi-8MTV-1.
Mi-17-IVA
Inačica leteće bolnice.
Mi-17MD
Izvozna inačica Mi-8MTV-5, pokretan s dva Klimov TV3-117VM turboprop motora.
Mi-17KF
Izvozna inačica opremljena novijom avijonikom.
Mi-17P
Izvozna inačica, putnički transportni helikopter.
Mi-17PG
Helikopter za elektroničko ometanje.
Mi-17PI
Helikopter za elektroničko ometanje.
Mi-17PP
Elecrontic jamming version of the Mi-17 Hip-H. Russian designation Mi-8MTPB.
Mi-17AE
Inačica za Poljsku.
Mi-17Z-2
Češka inačica za elektroničko ratovanje.
Mi-18
Izvorna oznaka Mil Mi-17.
Mi-19
Zračno zapovjedno mjesto tenkovskih i mehaniziranih postrojbi.
Mi-19R
Zračno zapovjedno mjesto za raketno topništvo
Mi-171
Opremljen sa snažnijim turboprop motorima.
Mi-172
Izvozna inačica Mi-8MTV-3.

## Tehničke karakteristike (Mil-17)
Osnovne karakteristike
- posada: 3
- kapacitet: 32 putnika
- dužina: 18,42 m
- promjer rotora: 21,352 m
- visina: 4,76 m

Letne karakteristike
- najveća brzina: 250 km/h
- dolet: 950 km
- brzina penjanja: 8 m/s
- najveća visina leta: 6.000 m
- motor: 2× Klimov TV3-117VM turbo-osovinska motora

## Poveznice
- Mil Mi-8